# Histopona myops
Histopona myops là một loài nhện trong họ Agelenidae.
Loài này thuộc chi Histopona. Histopona myops được Eugène Simon miêu tả năm 1885.